# FX Movie Channel
FX Movie Channel (también conocido como FXM) es un canal de televisión por suscripción estadounidense cuya programación se basa en películas hechas por 20th Century Fox, Twentieth Century Pictures y Fox Film. En 2012, el canal dividió su catálogo fílmico en dos horarios: durante la madrugada y las mañanas, FXM emite películas antiguas bajo el bloque FXM Retro, mientras que se enfoca en películas más modernas durante el resto del día.
Hasta febrero de 2015, FXM está disponible en 52 607 000 hogares (el 45.2% de casas con televisión) en los Estados Unidos.

## Historia

### Fox Movie
Originalmente el canal estaba destinado a llamarse "Fox Movie Studio" durante las etapas de planificación, el canal se lanzó por primera vez a la medianoche del 31 de octubre de 1994 como fXM: Movies from Fox, un nombre derivado de su canal de cable hermano FX, que debutó cinco meses antes el 1 de junio. La primera película que se emitió en fXM fue el clásico de culto de 1975 The Rocky Horror Picture Show. Su formato original se centró únicamente en películas clásicas de 20th Century Fox, que se presentaron sin comerciales y (en lo que respecta a las películas lanzadas originalmente en blanco y negro) sin colorear, y en general se mostraron sin edición de contenido y tiempo; Las películas que se transmitieron fueron principalmente lanzamientos de la década de 1920 a la década de 1980.
El 7 de febrero de 1997, FXM emitió sus primeras comisiones de producción de seis películas de menos de 12 minutos en un escaparate presentado por el productor y director Michael Apted. Two, Better Late (dirigida por Jessica Yu) y 78 (dirigida por Noah Edelson), se estrenarían inicialmente en el Festival de Cine de Sundance.
El canal cambió oficialmente su nombre a Fox Movie Channel el 1 de marzo de 2000.
El 1 de enero de 2012, la programación de Fox Movie Channel se dividió en dos bloques de 12 horas: su horario principal de programación, de 3:00 a. m. a 3:00 p. m. (Hora del Este), era un bloque sin comerciales que conservaba las películas más antiguas de 20th Century Fox. El otro bloque de las 12 horas restantes, llamado FX Movie Channel, consistió en una lista ampliada de películas más recientes de Fox y algunas de los otros estudios cinematográficos.
El canal, que solo ofrecía promociones para su programación, así como interstitials relacionados con sus películas, también comenzó a publicar anuncios tradicionales durante el bloque de 12 horas, que se extiende desde la tarde hasta las primeras horas de la noche (de las 3:00 p. m. a las 3:00 a. m.). Como resultado, las películas transmitidas en el bloque FXM se editan para permitir el tiempo comercial y el contenido. Fox Movie Channel aún conservaba transmisiones sin cortes y sin comerciales de sus películas.

### FXM Channel
En septiembre de 2013, Fox Movie Channel cambió su nombre nuevamente a FXM. El 1 de enero de 2015, FXM se desvió de su formato centrado en películas por primera vez, transmitiendo un maratón de la primera temporada de la serie original de FX Fargo.